# Szent János-templom (Lindosz)
A Szent János-templom Lindosz fellegvárában áll. A 13-14. században építették, ma már csak romjai láthatók.

## Története
Az épületet egy valószínűleg a 6. századból származó bizánci templom helyén emelték. A négyzet alaprajzú templomot három hajóra osztotta két oszlopsor. A hajók mindegyike apszisban végződött az épület keleti oldalán. A középső apszis kidomborodik a hátsó fal síkjából. A johannita lovagrend főhadiszállásáról, amelyet később építettek a katedrális északi oldalán, az előcsarnok (narthex) falán keresztül egy ajtó vezetett a templomba. Az oszmán uralom alatt a templom mecsetként működött, a főhajóban megtalálták a mihráb nyomait.